# Fame (film 2009)
Fame – amerykański dramat muzyczny z 2009 roku w reżyserii Kevina Tancharoena. W rolach głównych występują Naturi Naughton, Collins Pennie, Lil’ Romeo, Kay Panabaker, Asher Book i Kherington Payne.
Film jest remakiem filmu Sława z 1980 roku.

## Fabuła
Opowieść o grupie studentów prestiżowej nowojorskiej akademii sztuki, których życie wypełnia przemożne pragnienie, by odmienić los i zrobić prawdziwą karierę. Morderczy trening, ulotne marzenia, miłość
i pasja stanowią tło dla popisów muzycznych i tanecznych. Ile nasi bohaterowie są w stanie poświęcić dla tytułowej sławy? Jak wysoką cenę są gotowi zapłacić?

## Obsada
- Naturi Naughton – Denise Dupree
- Collins Pennie – Malik Washburn
- Kay Panabaker – Jenny Garrison
- Asher Book – Marco Ramone
- Kherington Payne – Alice Ellerton
- Walter Perez – Victor Taveras
- Anna Maria Perez de Taglé – Joy Moy
- Paul Iacono – Neil Baczynsky
- Kristy Flores – Rosie Martinez
- Paul McGill – Kevin Barrett
- Debbie Allen – Principal Angela Simms
- Charles S. Dutton – Mr. Alvin Dowd
- Megan Mullally – Ms. Fran Rowan
- Kelsey Grammer – Mr. Joel Cranston
- Bebe Neuwirth – Ms. Lynn Kraft

## Soundtracki
1. „Welcome to P.A.” – Raney Shockne
2. „Fame” – Naturi Naughton
3. „Big Things” – Anjulie
4. „Ordinary People” – Asher Book
5. „This Is My Life” – Hopsin, Ak'Sent, Tynisha Keli & Donte „Burger” Winston
6. „Out Here on My Own” – Naturi Naughton
7. „Street Hustlin” – Raney Shockne feat. Stella Moon
8. „You'll Find a Way” (Switch & Sinden Remix) – Santigold
9. „Can't Hide from Love” – Naturi Naughton & Collins Pennie
10. „Black & Gold” – Sam Sparro
11. „Back to Back” – Collins Pennie feat. Ashleigh Haney
12. „I Put a Spell on You” – Raney Shockne feat. Eddie Wakes
13. „Get On the Floor” – Naturi Naughton & Collins Pennie
14. „Try” – Asher Book
15. You Took Advantage of Me” – Megan Mullally
16. „Too Many Women” (Damon Elliott Remix) – Rachael Sage
17. „Someone to Watch Over Me” – Asher Book
18. „You Made Me Love You” – Raney Shockne feat. Oren Waters
19. „Hold Your Dream” – Kay Panabaker, Asher Book & Naturi Naughton
20. „Prelude Op. 28 No. 11 in B” – Fryderyk Chopin
21. „Sonata in D Major, Op. 6 for Piano Four Hands: I. Allegro Molto” – Ludwig van Beethoven
22. „Prelude Op. 28 No. 6 in B Minor” – Fryderyk Chopin
23. „Polonaise in A Op. 40, No. 1” – Fryderyk Chopin
24. „Nocturne in C# Minor” – Fryderyk Chopin
25. „Prelude in C” – Johann Sebastian Bach

## Dochody i budżet
| Świat | US $41,713,690. |